# ロールス・ロイス・チュルボメカ
ロールス・ロイス・チュルボメカ  (Rolls-Royce Turbomeca Limited) とは、ロールス・ロイス・ホールディングスとチュルボメカの合弁会社である。
この合弁会社はこれまでにRTM-322ターボシャフトエンジンとアドアターボファンエンジンを開発、生産している。

## エンジン

### アドア
SEPECAT ジャギュア攻撃機のエンジンとしてアドアが共同開発された。

### RTM-322
RTM322はユーロコプター社の以下の機種に採用されている。
- ウェストランド WAH-64 アパッチ
- アグスタウェストランド EH101
- NH90